# Porodówka (film)
Porodówka – polski film krótkometrażowy z 2006 roku. Debiut reżyserski aktora i artysty kabaretowego Michała Paszczyka.

## Fabuła
Na sali porodowej spotyka się dwóch mężczyzn z dwóch całkiem różnych światów. Jeden (Bartłomiej Kasprzykowski), pracownik korporacji, pochodzi z bogatej rodziny. Drugi (Michał Paszczyk) jest słabo wykształconym bezrobotnym. Oczekiwanie na pojawienie się na świecie potomka staje się okazją do starcia dwóch odmiennych światopoglądów.

## Nagrody
- 2008 – nagroda Małego Pagórka na IV Festiwalu „Kino Niezależne Filmowa Góra” (kategoria „Komedia, humor, pastisz”).